# Тертер Ереванци
Тертер Ереванци (арм. Տերտեր Երևանցի, 1290-e, Ереван — 1350-e) — армянский поэт и переписчик XIV века. Первый из известных поэтов-уроженцев Еревана.

## Биография

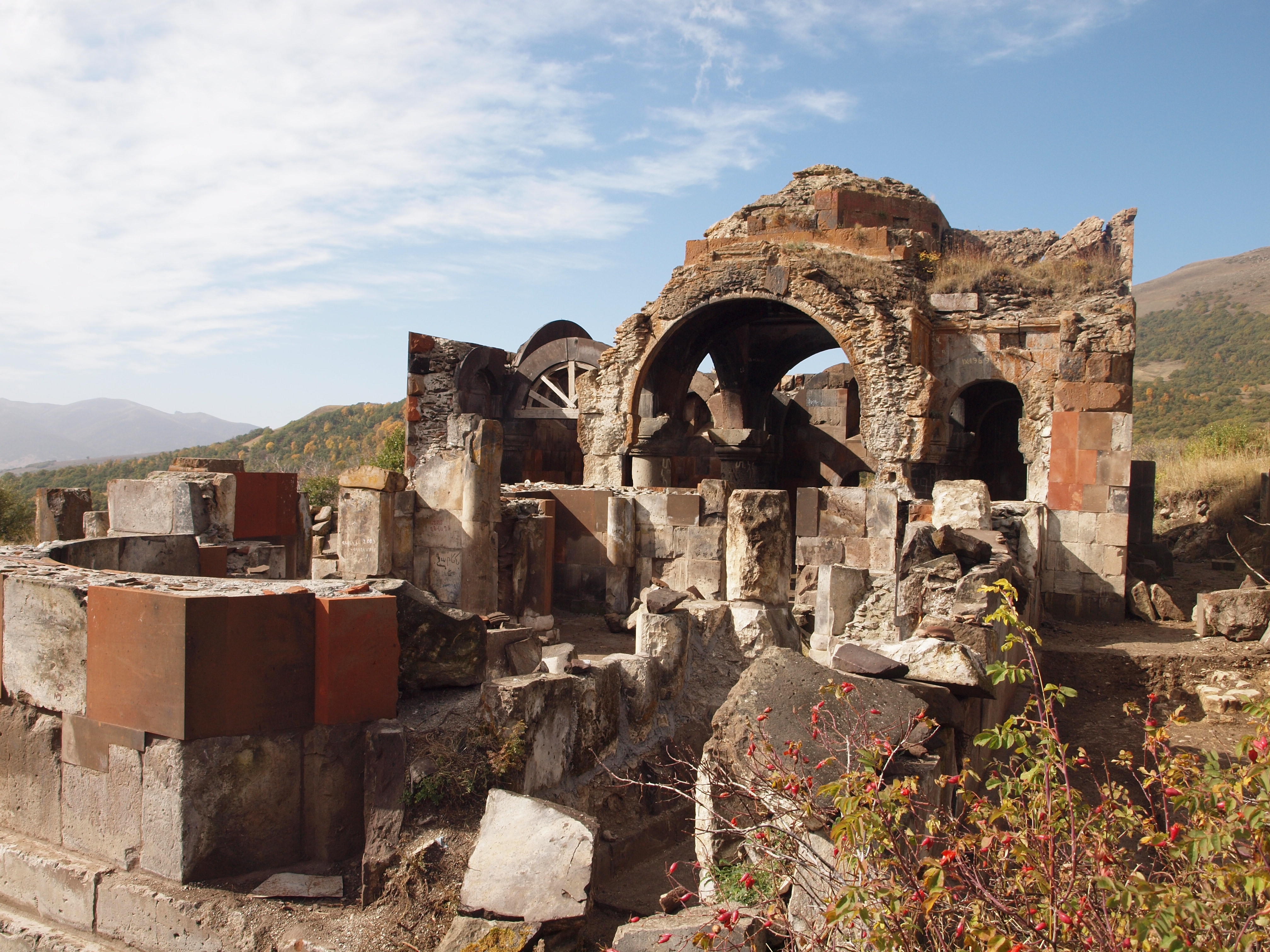
Руины монастырского комплекса Тегеняц, Котайкская область

Родился предположительно между 1290 и 1300 годами, в семье ереванского священника Саргиса и его жены Гоар-Мелик. Обучение прошёл  в 1310—1320 годах в монастыре Тегеняц, недалеко от города Бджни, под руководством вардапета Акопа. Из-за сложившегося трудного социального положения во времена монгольского ига, в начале 1330 годов покинул родные края и переехал в Крым, оставшуюся часть жизни провёл в разных городах полуострова и соседних областей.
Известно, что в 1336 году в Сурхате переписал книги «Собрание проповедей Вардана Айгекци» (арм. Ժողովածու քարոզից Վարդանայ Այգեկցիոյ), «Книга-проповедь Вардана Айгекци» (арм. Քարոզգիրք Վարդանայ Այգեկցիոյ) и «Собрание поучений» (арм. Ժողովածու խրատուց), затем переехал в Азак (Азов), где работал в церкви Св. Григория Просветителя. В 1341 году в Азаке ещё раз переписал «Книгу-проповедь Вардана Айгекци». Писал также поэмы, переписанные рукописи обогащал памятными записями и небольшими автобиографическими стихотворениями, в которых, как правило, восхвалял Ереван, называя его «достопочтенным городом у подножия Арарата», «соседом Хор Вирапа и Эчмиадзина» и т.д.. В одной из своих памятных записей описывает своё путешествие из родного Еревана через Грузию и далее морем в Кафу и оттуда в Азак. Умер между 1350 и 1360 годами.
Особое место среди его произведений, как и в армянской поэзии эпохи в целом, занимает драматическая по форме поэма о полемической дискуссии между вином, мудрецом и виноградом.

## «Спор винограда, вина и мудреца»
Содержащая поэму авторская рукопись была обнаружена А. Мнацаканяном. Написана на простом и легкопонимаемом языке, в духе поэмы «Скворец» Ованеса Саркавага. Присутствуют театральные элементы и упоминания о народном театре (уличных рассказчиках), в сюжете встречаются некоторые библейские мотивы. В основу произведения легли армянские народные предания.
В поэме вино и виноград выступают против религиозной мысли времени, и одерживают победу в споре. Вино объясняет, что оно пришло на этот свет не со злыми намерениями, а чтобы красить столы, утешить скорбящих и задобрить чужих людей. Олицетворяющий духовенство мудрец пытается увести дискуссию в религиозное русло, но вино всегда находит соответствующие оправдания, и, в итоге, вынуждает мудреца признать поражение. В конце поэмы мудрец воздаёт Господу хвалу за сотворение «этого сладкого и столь соблазнительного напитка».